# Mariaweilerstraße (Düren)

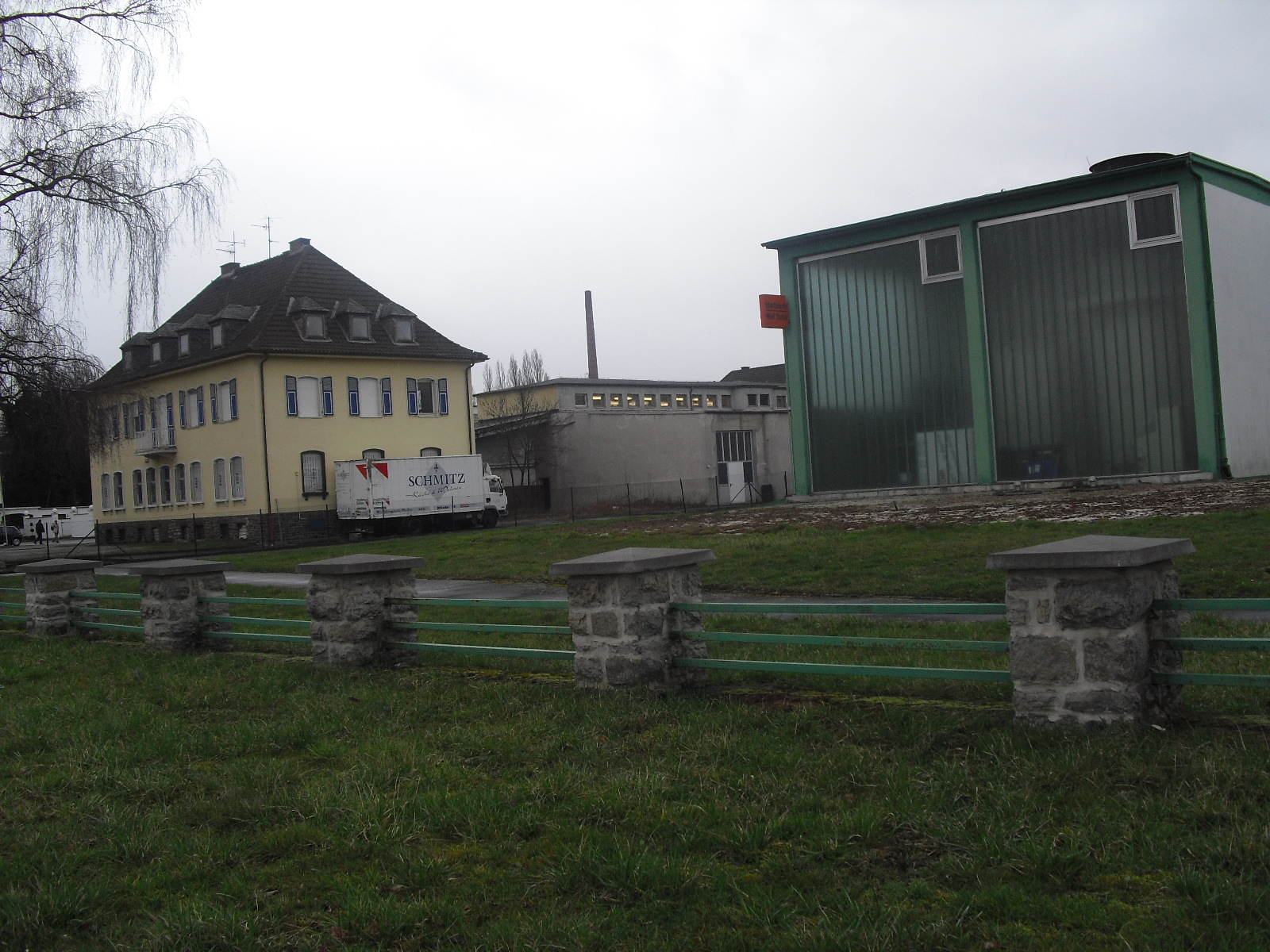
Die Gebäude der ehemaligen Molkerei

Die Mariaweilerstraße in der Kreisstadt Düren (Nordrhein-Westfalen) ist eine Innerortsstraße. Die Straße beginnt an der Tivolistraße und endet in Mariaweiler. An der Straße stehen die Gebäude der ehemaligen Molkerei Düren. Außerdem befindet sich hier das Stadion Westkampfbahn der SG Düren 99.

## Geschichte
Johann Peter Schoeller (1778–1838) begründete schon 1805 am Viehmarkt (heute: Kaiserplatz) eine Tuchfabrik. Damit er Wasser für seine Produktion bekam, kaufte er 1817 von Johann Cremer die am Lendersdorfer Teich gelegene Papiermühle zu Schönwald bei Mariaweiler, sowie vor 1819 die in Mariaweiler gelegene, Kupfermühle genannte Papiermühle der Erben Vaßen. Beide Papiermühlen änderte er in Tuchmühlen um. Zudem kaufte er ebenfalls 1817 einen Drittel Anteil an der Krutzmühle. Damit seine Arbeiter aus den umliegenden Orten direkt zu seinen Tuchmühlen kommen konnten, legte Schoeller 1829 auf eigene Kosten die heutige Mariaweilerstraße an. Sie wurde 1854 als „Prämienstraße“ ausgebaut.